# John Tranums sidste Flyvning
John Tranums sidste Flyvning er en dansk reportagefilm fra 1935, der rapporterer om den danske faldskærmsudspringer John Tranum forsøg på at gennemføre et rekordspring i Danmark. Tramun døde i flyet på vej til at udføre springet. 

## Handling
Den verdensberømte danske faldskærmsudspringer John Tranum er kommet til Danmark for at udføre verdensrekordspringet fra 10.000 meters højde og dermed slå sin egen rekord fra 1933 på 8.200 meter. Tranum bliver forinden kørt til Rockefeller Instituttet og underkastet en test i lavtrykskammeret, det såkaldte 'stålkammer'. 
Torsdag den 7. marts 1935 er han klar og ifører sig sit udstyr: stopure, faldskærm, højdemåler og iltapparatet. Der er massiv opmærksomhed omkring rekordforsøget - det bliver optaget af en filmfotograf, som går med op, flyvetroppernes radiovogn står parat, og Statsradiofonien rapporterer live. Udspringet skal finde sted over en mark nær Ringsted. Men i 8.500 meters højde får Tranum et hjerteanfald og dør i flyet.